# Joachim von Ahlefeldt (1646–1717)
Joachim von Ahlefeldt (* 1646 auf Gut Buckhagen; † 9. September 1717 ebenda) war ein holstein-gottorfischer und dänischer Staatsmann und Klosterpropst des Klosters Preetz.

## Leben
Er war der Sohn von Gerd Philipp von Ahlefeldt (1611–1666) und dessen Frau Anna Rumohr († 1696), geb. von Rumohr. Ab 1671 war er Kammerjunker bei der dänischen Königin Charlotte Amalie. 1674 quittierte er den dänischen Dienst und war von 1677 bis 1682 Klosterpropst des Klosters Preetz. Gleichzeitig war er ab 1679 Landrat und Geheimer- und Kammerrat und stand im herzoglich schleswig-holstein-gottorfischen Dienst. Er war maßgeblich an den Regierungsgeschäften des Herzogs Christian Albrecht beteiligt. Joachim von Ahlefeldt war ab 1686 Präsident der sich im Exil befindlichen gottorfischen Regierung. 1698 war er am Zustandekommen des Altonaer Vergleichs maßgeblich beteiligt, der dem Herzog Christian Albrecht sein Land und seine Rechte zurückgab. Später trat er wieder in den dänischen Dienst über, nachdem der König Friedrich IV. die herzogliche Regierung im Herzogtum Schleswig übernommen hatte. 1711 unterzeichnete er den Hamburger Vergleich zwischen der dänischen und der herzoglichen Regierung für eine gemeinschaftliche Regierung. Joachim von Ahlefeldt war einer der politisch aktivsten Angehörigen des holsteinischen Adels in der Jahrhundertwende des 17. und 18. Jahrhunderts.
Ahlefeldt war seit 1674 verheiratet mit Anna Margarethe (1653–1726), einer Tochter des schleswig-holsteinisch-gottorfischen Landrats und Amtsmanns Hans Adolf von Buchwald zu Jersbek. Sein letztes Lebensjahr verbrachte er auf seinem Gut Buckhagen und starb 13 Tage nach einem Unfall, bei dem Pferde mit seiner Kutsche durchgingen.